# Calytrix gypsophila
Calytrix gypsophila är en myrtenväxtart som beskrevs av Lyndley Alan Craven. Calytrix gypsophila ingår i släktet Calytrix och familjen myrtenväxter.
Artens utbredningsområde är Sydaustralien. Inga underarter finns listade i Catalogue of Life.